# Rhacophorus arvalis
Rhacophorus arvalis és una espècie de granota que es troba a l'illa de Taiwan.
Està amenaçada d'extinció per la pèrdua del seu hàbitat natural.